# Gérard Soler
Gérard Soler (ur. 29 marca 1954 w Wadżdzie, Maroko) – francuski piłkarz grający na pozycji napastnika lub ofensywnego pomocnika.

## Kariera klubowa
Gérard Soler karierę piłkarską zaczął w 1971 roku w AS Poissy. Krokiem milowym w jego karierze był transfer do FC Sochaux w 1972 roku, w który grał przez następne sześć sezonów. Dobra gra w Sochaux zaowocowała transferem do AS Monaco w 1978. W Monaco grał tylko przez sezon, po którym przeniósł się do Girondins Bordeaux. W Bordeaux grał przez kolejne trzy sezony. W 1982 roku przeniósł się do Toulouse FC i grał tam przez następne dwa sezony. Ostatnie cztery lata kariery to zmiany barw klubowych przed każdym kolejnym sezonem. Soler grał kolejno w RC Strasbourg, SC Bastia, Lille OSC, Stade Rennais i na zakończenie kariery w US Orléans.

## Kariera reprezentacyjna
W reprezentacji Francji od 30 listopada 1974 do 31 maja 1983 rozegrał 16 spotkań, strzelając 4 bramki. W 1982 roku uczestniczył w Mistrzostwach Świata, strzelając bramkę w pierwszym meczu turnieju z reprezentacją Anglii.